# آمونیم برمید
آمونیم برمید (به انگلیسی: Ammonium bromide) با فرمول شیمیایی NH۴Br یک ترکیب شیمیایی است. که جرم مولی آن 97.94 g/mol می‌باشد. شکل ظاهری این ترکیب، پودر سفید است.